# Снежана Ђенић
Снежана Ђенић (Чајетина, 1962) српски је виши кустос, историчар и истраживач културно-историјске баштине ужичког и златиборског краја.

## Биографија
Средњу школу је завршила у Ужицу, смер култура и јавно информисање. На Филозофски факултет Универзитета у Београду, група за историју, уписала се 1981. године. Дипломски рад на тему Централна партизанска болница у Ужицу и Златибору 1941. године одбранила је код професора др Ђорђа Станковића.
Аутор је више од тридесет телевизијских емисија које се односе на историју ужичког краја током 19. и прве половине 20. века. Била је директор Музеја на отвореном „Старо село” у Сирогојну, где се посебно бавила проблемима заштите културних добара. Сада обавља послове директора у Библиотеци „Љубиша Р. Ђенић” у Чајетини.

## Награде и признања
Добитник је признања „Златна значка” коју додељују Културно - просветна заједница Србије и Канцеларија Владе Србије за сарадњу са дијаспором и Србима у региону.